# Karl Eduard von Liphart

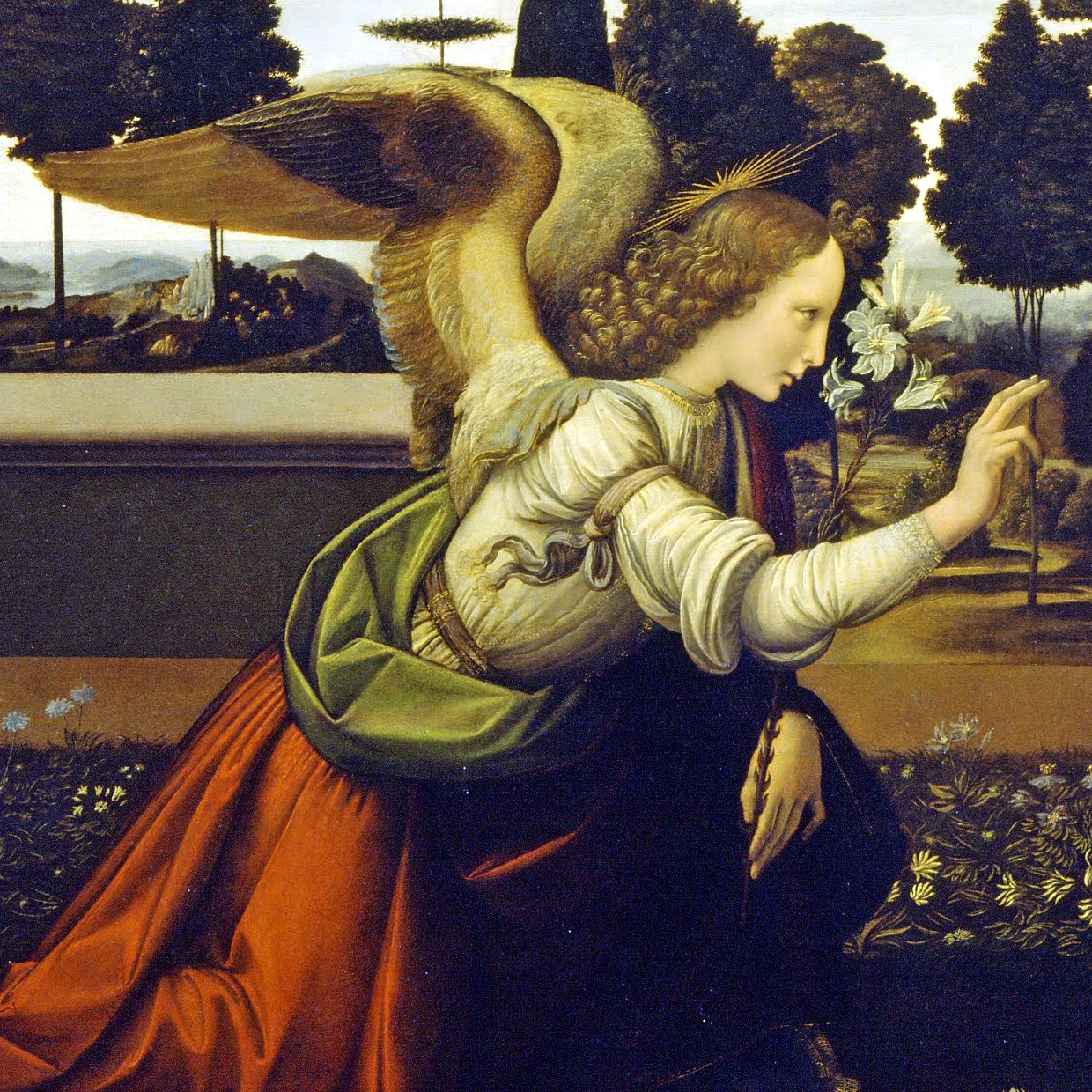
Ängeln i Leonardo da Vincis Leonardo da Vinci's Annunciation

Karl Eduard von Liphart, född 16 maj 1808 i Vana-Kuuste utanför Dorpat i Ryssland, död 15 februari 1891, var en estnisk baron, självlärd konsthistoriker och konstsamlare. Familjens gods låg utanför dåvarande Dorpat, numera Tartu i nuvarande Estland.
Karl Eduard von Liphart var ett av tre barn till godsägaren Carl Gotthard von Lindhardt och Annette von Loewenwolde. Familjen bodde på Raadi herrgård utanför Tartu och ägde en stor konstsamling. Lipharts far hade en egen stråkkvartett på gården, som leddes av violinisten och kompositören Ferdinand David, så småningom gift med Karl Eduard von Lipharts syster Sophie.
År 1853 grundade Liphart det vetenskapliga sällskapet Eesti Looduseuurijate Selts, vars förste ordförande han var 1853–1862. Föreningen existerar fortfarande och har anspråk på att vara det äldsta vetenskapliga sällskapet i de baltiska länderna.
År 1862 flyttade Liphart till Florens i Italien med anledning av att hans son Ernst Friedrich von Liphart var sjuk och ansågs behöva vård utomlands. I Florens byggde han upp en konstsamling med finansiellt stöd av storfurstinnan Maria Nikolajevna, som var dotter till tsar Nikolaj I av Ryssland.
Liphart blev en erkänd konsthistorisk expert. Han lyckades 1867 bestämma att målningen Bebådelsen, som då mottagits av Uffizierna i Florens, var gjord av Leonardo da Vinci. År 1871 kunde han konstatera att ett annat verk i Uffizierna var målat av 1600-talskonstnären Hercules Seghers. Liphart och hans vän, chefen för Staatliche Museum zu Berlin Wilhelm von Bode, upptäckte oberoende av varandra att Seghers var mer än endast en etsare.
Liphart skrev ett stort antal artiklar, men publicerade aldrig något bokverk. Han upprätthöll korrespondens med betydande samtida konsthistoriker i Europa och USA. 
Liphart strök sonen Ernst Friedrich von Liphart som arvtagare från sitt testamentet 1873, efter det att sonen konverterat till katolicism för att gifta sig med en katolsk kvinna. 

## Konstsamlingen
Efter Lipharts död i Florens 1891 transporterades hans konstsamling till Estland och sammanfördes med släktens konstsamling i Raadi herrgård.
Efter Oktoberrevolutionen 1917 flyttade familjen von Lipharts sin konstsamling från Raadi herrgård. En del av konstverken såldes 1920 på auktion i Köpenhamn. Raadi herrgård exproprierades 1919 av den nyblivna estländska regeringen och överlämnades 1922 till Tartu universitet.
Den lipharteska familjens samling av grafisk konst kom på 1920-talet i Tartus universitets ägo. Universitet har fortfarande hand om konstsamlingen, som innehåller japansk och europeisk grafik, bland annat av Albrecht Dürer och William Hogarth.